# Osman Pamukoğlu

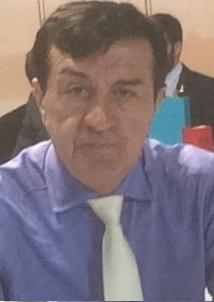
Osman Pamukoğlu

Osman Pamukoğlu (* 27. Dezember 1947 in Gerze, Sinop) ist ein türkischer Politiker, Buchautor und ehemaliger Generalmajor.

## Leben
Osman Pamukoğlu besuchte die Selimiye Schule der türkischen Streitkräfte und die Militäruniversität der Landstreitkräfte sowie die Infanteriekampfschule. Außerdem absolvierte er die Akademie der Streitkraft und die Akademie des Verteidigungsministeriums.
Ab 1958 diente er 43 Jahre in der türkischen Armee. Zwischen 1990 und 2001 war er in Uzunköprü, Hakkâri, auf Nordzypern und in Istanbul stationiert. Im Südosten des Landes war er an Kampfhandlungen gegen die PKK beteiligt. Am 4. August 2002 wurde er in den Ruhestand versetzt.
Am 4. September 2008 gründete Pamukoğlu die Partei für Recht und Gleichheit (Hak ve Eşitlik Partisi, kurz HEPAR) und wurde deren Vorsitzender. Er ist verheiratet und hat zwei Kinder. 2019 veröffentlichte er das Buch „Dritter Weltkrieg“ (3. Dünya Savaşı), das viel Aufmerksamkeit erhielt und in mehrere Sprachen übersetzt wurde.

## Werke
Seine Bücher beinhalten Themen aus der Politik, aus der Natur, über seine Persönlichkeit, aus Kultur und die Entwicklung von Menschen.
- Unutulanlar Dışında Yeni Bir Şey Yok. Hakkâri ve Kuzey Irak Dağlarındaki Askerler. İnkılâp, 2004, ISBN 978-975-10-2254-7.
- Ey Vatan. Arkadaşlar uykulardan uyansın. İnkılâp, 2004, ISBN 978-975-10-2240-0.
- Kara Tohum. Barış Sonsuz Bir Rüyadır. İnkılâp, 2005, ISBN 978-975-10-2404-6.
- Ayandon. İnkılâp, 2006, ISBN 978-975-10-2511-1.
- Yolcu. Beyhude Geçmesin Bu Ömür. İnkılâp, 2007, ISBN 978-975-10-2572-2.
- İnsan ve Devlet. Arada Sıkışıp Kalanlar. İnkılâp, 2007, ISBN 978-975-10-2625-5.
- Angut. Bir Gerçek, Bir Öykü, Bir Düş. İnkılâp, 2008, ISBN 978-975-10-2657-6.

## Auszeichnungen
- Goldmedaille ersten Grades für Tapferkeit und Mut
- Zwei Abzeichen für Tapferkeit und Mut
- Fünf Abzeichen für die Ausbildung von Soldaten